# Диас, Луис Фернандо
Луи́с Ферна́ндо Ди́ас Марула́нда (исп. Luis Fernando Díaz Marulanda; род. 13 января 1997, Барранкас, Гуахира) — колумбийский футболист, вингер «Баварии» и сборной Колумбии.

## Клубная карьера
Диас — воспитанник клуба «Барранкилья». 26 апреля 2016 года в матче против «Депортиво Перейра» он дебютировал в Примере B. 14 мая в поединке против «Кукута Депортиво» Луис забил свой первый гол за «Барранкилью». Летом 2017 года Диас перешёл в «Атлетико Хуниор». 27 августа в матче против «Онсе Кальдас» он дебютировал в Кубке Мустанга. В том же году Лиус помог клубу выиграть Кубок Колумбии. 4 февраля 2018 года в поединке против «Атлетико Букараманга» он забил свой первый гол за «Атлетико Хуниор».
Летом 2019 года Диас перешёл в португальский Порту. 7 августа 2019 года в отборочном поединке Лиги чемпионов против российского «Краснодара» Луис дебютировал за новый клуб. 10 августа в матче против «Жил Висенте» он дебютировал в Сангриш лиге. 13 августа в ответном поединке Лиги чемпионов против «Краснодара» Диас забил свой первый гол за «Порту». В своём дебютном сезоне он стал чемпионом Португалии, а также завоевал Кубок Португалии.
30 января 2022 года заключил контракт с английским «Ливерпулем» на пять лет, сумма трансфера составила 40 миллионов евро, ещё 20 миллионов потенциальных выплат прописаны в сделке в качестве бонусов. 10 февраля в матче против «Лестер Сити» он дебютировал в английской Премьер-лиге. 19 февраля в поединке против «Норвич Сити» Луис забил свой первый гол за «Ливерпуль». В своём дебютном сезоне он помог команде выиграть Кубок английской лиги и Кубок Англии. В июне 2023 года, после ухода Джеймса Милнера, сменил свой игровой номер с 23-го на 7-й. В сезоне 2024/25 помог клубу выиграть чемпионство Премьер-лиги, отличившись при этом 13 забитыми мячами и 7 голевыми передачами в чемпионате. В Лиге чемпионов Диас оформил хет-трик в матче общего этапа против леверкузенского «Байера» (4:0).
30 июля 2025 года стал игроком «Баварии», подписав контракт на четыре года. Сумма трансфера составила около 75 миллионов евро.

## Карьера в сборной
В 2017 года Диас в составе молодёжной сборной Колумбии принял участие в молодёжного чемпионата Южной Америки в Эквадоре. На турнире он сыграл в матчах против команд Чили, Венесуэлы, Уругвая, а также дважды против Бразилии.
В 2018 году в товарищеском матче против сборной Аргентины Диас дебютировал за сборную Колумбии. 26 марта 2019 года в поединке против сборной Южной Кореи он забил свой первый гол за национальную команду.
Летом 2019 года Диас принял участие в Кубке Америки в Бразилии. На турнире он сыграл в матчах против команд Катара, Парагвая и Чили. В 2021 году Диас принял участие в Кубке Америки в Бразилии. На турнире он сыграл в матчах против команд Венесуэлы, Бразилии, Уругвая, Аргентины и Перу. В поединках против бразильцев, перуанцев и аргентинцев Луис забил 4 гола.

## Статистика

### Клубная
| Выступление      | Выступление      | Выступление      | Чемпионат | Чемпионат | Кубки | Кубки | Международные | Международные | Прочие | Прочие | Итого | Итого |
| Клуб             | Лига             | Сезон            | Игры      | Голы      | Игры  | Голы  | Игры          | Голы          | Игры   | Голы   | Игры  | Голы  |
| ---------------- | ---------------- | ---------------- | --------- | --------- | ----- | ----- | ------------- | ------------- | ------ | ------ | ----- | ----- |
| Барранкилья      | Примера В        | 2016             | 19        | 2         | 2     | 0     | 0             | 0             | 0      | 0      | 21    | 2     |
| Барранкилья      | Примера В        | 2017             | 15        | 1         | 6     | 0     | 0             | 0             | 0      | 0      | 21    | 1     |
| Барранкилья      | Итого            | Итого            | 34        | 3         | 8     | 0     | 0             | 0             | 0      | 0      | 42    | 3     |
| Атлетико Хуниор  | Примера          | 2016/17          | 12        | 0         | 7     | 0     | 4             | 1             | 0      | 0      | 23    | 1     |
| Атлетико Хуниор  | Примера          | 2017/18          | 38        | 13        | 2     | 0     | 19            | 3             | 0      | 0      | 59    | 16    |
| Атлетико Хуниор  | Примера          | 2018/19          | 17        | 2         | 0     | 0     | 5             | 0             | 2      | 1      | 24    | 3     |
| Атлетико Хуниор  | Итого            | Итого            | 67        | 15        | 9     | 0     | 28            | 4             | 2      | 1      | 106   | 20    |
| Порту            | Примейра         | 2019/20          | 29        | 6         | 11    | 4     | 10            | 4             | 0      | 0      | 50    | 14    |
| Порту            | Примейра         | 2020/21          | 30        | 6         | 7     | 2     | 9             | 2             | 1      | 1      | 47    | 11    |
| Порту            | Примейра         | 2021/22          | 18        | 14        | 4     | 0     | 6             | 2             | 0      | 0      | 28    | 16    |
| Порту            | Итого            | Итого            | 77        | 26        | 22    | 6     | 25            | 8             | 1      | 1      | 125   | 41    |
| Ливерпуль        | Премьер-лига     | 2021/22          | 13        | 4         | 6     | 0     | 7             | 2             | 0      | 0      | 26    | 6     |
| Ливерпуль        | Премьер-лига     | 2022/23          | 17        | 4         | 0     | 0     | 3             | 1             | 1      | 0      | 21    | 5     |
| Ливерпуль        | Премьер-лига     | 2023/24          | 37        | 8         | 7     | 2     | 7             | 3             | 0      | 0      | 51    | 13    |
| Ливерпуль        | Премьер-лига     | 2024/25          | 36        | 13        | 5     | 1     | 9             | 3             | 0      | 0      | 50    | 17    |
| Ливерпуль        | Итого            | Итого            | 103       | 29        | 18    | 3     | 26            | 9             | 1      | 0      | 148   | 41    |
| Всего за карьеру | Всего за карьеру | Всего за карьеру | 281       | 73        | 57    | 9     | 79            | 21            | 4      | 2      | 421   | 105   |

### Голы за сборную Колумбии
| #   | Дата            | Место                                                         | Противник        | Счёт | Результат | Соревнование                     |
| --- | --------------- | ------------------------------------------------------------- | ---------------- | ---- | --------- | -------------------------------- |
| 01. | 26 марта 2019   | Сеул уорлд кап стадиум, Сеул, Республика Корея                | Республика Корея | 1:1  | 2:1       | Товарищеский матч                |
| 02. | 3 июня 2021     | Национальный стадион, Лима, Перу                              | Перу             | 0:3  | 0:3       | Чемпионат мира 2022 квалификация |
| 03. | 23 июня 2021    | Олимпийский стадион Нилтона Сантоса, Рио-де-Жанейро, Бразилия | Бразилия         | 0:1  | 2:1       | Кубок Америки 2021               |
| 04. | 6 июля 2021     | Национальный стадион, Бразилиа, Бразилия                      | Аргентина        | 1:1  | 1:1       | Кубок Америки 2021               |
| 05. | 9 июля 2021     | Национальный стадион, Бразилиа, Бразилия                      | Перу             | 2:1  | 3:2       | Кубок Америки 2021               |
| 06. | 9 июля 2021     | Национальный стадион, Бразилиа, Бразилия                      | Перу             | 3:2  | 3:2       | Кубок Америки 2021               |
| 07. | 9 сентября 2021 | Метрополитано Роберто Мелендес, Барранкилья, Колумбия         | Чили             | 3:1  | 3:1       | Чемпионат мира 2022 квалификация |

## Достижения

### Командные
«Атлетико Хуниор»
- Обладатель Кубка Колумбии: 2017[англ.]

«Порту»
- Чемпион Португалии (2): 2019/20, 2021/22
- Обладатель Кубка Португалии (2): 2019/20[англ.], 2021/22
- Обладатель Суперкубка Португалии: 2020

«Ливерпуль»
- Чемпион Англии: 2024/25
- Обладатель Кубка Англии: 2021/22
- Обладатель Суперкубка Англии: 2022
- Обладатель Кубка Английской футбольной лиги (2): 2021/22, 2023/24

«Бавария»
- Обладатель Суперкубка Германии: 2025

Сборная Колумбии
- Серебряный призёр Кубка Америки: 2024
- Бронзовый призёр Кубка Америки: 2021

### Личные
- Лучший бомбардир Кубка Америки: 2021 (4 гола)[34]
- Вошёл в символическую сборную Кубка Америки по версии КОНМЕБОЛ: 2021[35]